# Caspia makarovi
Caspia makarovi е вид охлюв от семейство Hydrobiidae. Видът не е застрашен от изчезване.

## Разпространение и местообитание
Разпространен е в Русия и Украйна.
Обитава сладководни басейни, морета и реки.